# Jean-François de La Harpe
Jean-François de La Harpe (n. 20 noiembrie 1739 – d. 11 februarie 1803) a fost un poet, dramaturg și critic literar francez.

## Scrieri
- 1763: Contele de Warwick ("Le comte de Warwick")
- 1784: Coriolan
- 1799: Curs de literatură veche și modernă ("Lycée ou cours de littérature ancienne et moderne"), operă de orientare clasicistă și care abordează pentru prima dată istoria literară franceză raportată la literatura universală.